# Liara monkra
Liara monkra är en insektsart som beskrevs av Sigfrid Ingrisch 1998. Liara monkra ingår i släktet Liara och familjen vårtbitare. Inga underarter finns listade i Catalogue of Life.